# Gauthier III de Nemours
Pour les articles homonymes, voir Gauthier III.
Gauthier III de Villebéon (1205-1239), seigneur de Nemours en Gâtinais, est qualifié de maréchal de France, dans un titre du Trésor des Chartes en 1257.